# Kobe City Hall
Le Kōbe City Hall (神戸役所) ou Hôtel de ville de Kōbe est un gratte-ciel construit à Kōbe au Japon de 1987 à 1989. Sa hauteur est de 132 mètres.
C'est l'un des dix plus hauts gratte-ciel de Kōbe.
L'immeuble a été conçu par l'agence d'architecture Nikken Sekkei.
On peut notamment monter gratuitement au 24e étage pour avoir une vue à 180° de la ville.